# Bennet Poniewaz
Bennet Poniewaz (* 6. Juli 1993 in Ostercappeln) ist ein deutscher Volleyball- und Beachvolleyballspieler. 2019 wurde er deutscher Beachvolleyball-Meister.

## Karriere Hallenvolleyball
Bennet Poniewaz spielte in seiner Jugend mit seinem Zwillingsbruder David beim VfL Lintorf, mit dem ihm 2010 der Aufstieg in die 2. Bundesliga gelang. Nach dem Lintorfer Abstieg wechselten die Brüder 2011 zum Zweitligisten VT Kiel, der sich 2012 als KMTV Eagles dem Kieler MTV anschloss. Von 2018 bis 2023 spielten die Zwillinge beim Zweitligisten FC Schüttorf 09. Anschließend kehrten sie zurück zum VfL Lintorf in die Regionalliga.

## Karriere Beachvolleyball
Seit 2008 spielte Bennet Poniewaz an der Seite seines Bruders David auch Beachvolleyball. Die Brüder wurden 2010 Deutscher U18-Vizemeister in Bitterfeld-Wolfen und 2011 Deutscher U19-Meister in Kiel. Seit 2012 spielen sie auf nationalen und seit 2013 auch auf internationalen Turnieren. 2013 nahmen sie auch erstmals an den deutschen Meisterschaften in Timmendorfer Strand teil. 2014/2015 gehörten die Zwillinge zum deutschen Nationalkader und erreichten bei der U23-Weltmeisterschaft im polnischen Mysłowice das Halbfinale. Im Oktober 2015 erreichten sie bei den Puerto Vallarta Open in Mexiko mit Platz drei erstmals das Podium auf einem FIVB-Turnier. 2016 spielte Bennet Poniewaz nicht nur an der Seite seines Bruders, sondern auch u. a. mit Alexander Walkenhorst und Armin Dollinger. Bei der deutschen Meisterschaft wurden die Poniewaz-Zwillinge Vierte. Seinen bis dato größten Erfolg feierte Poniewaz an der Seite seines Zwillingsbruders mit dem Gewinn der deutschen Meisterschaft 2019.
Ab Dezember 2022 spielte Bennet Poniewaz mit Simon Kulzer mehrere World-Tour-Turniere, unter anderem erreichten die beiden einen vierten und einen dritten Platz bei Future-Turnieren.  
Im Jahr 2023 gewannen die Poniewaz-Brüder den ersten Stopp der German Beach Tour in Bremen sowie den ersten Stopp in Düsseldorf. Bei der deutschen Meisterschaft standen sie im Endspiel, wo sie nach einer Niederlage gegen Nils Ehlers und Clemens Wickler die Vizemeisterschaft gewannen.
2024 spielte Poniewaz mit Paul Henning. Auf der German Beach Tour in Düsseldorf und in Bremen sowie beim World Pro Tour Future im italienischen Cervia erreichten die beiden Platz jeweils zwei. Mit der deutschen Auswahl wurden Henning/Poniewaz beim Finale des CEV Nations Cup in Jūrmala Fünfte.